# Coppa Agostoni
Coppa Agostoni er et endagsløb (1.1) i landevejscykling, som arrangeres i Lombardiet i Italien. Løbet blev for første gang arrangeret i 1946, og er en del af UCI Europe Tour.

## Vindere
| År                   | Vinder                | Toer                     | Treer                    |
| -------------------- | --------------------- | ------------------------ | ------------------------ |
| for amatører         |                       |                          |                          |
| 1946                 | Luigi Casola          | Antonio Covolo           | Salvatore Crippa         |
| 1947                 | Franco Fanti          | Donato Zampini           | Turchemeis Zanettini     |
| 1948                 | Luigi Malabrocca      | Aldo Tosi                | Alberto Roggi            |
| 1949                 | Antonio Ausenda       | Nello Sforacchi          | Giorgio Albani           |
| 1950                 | Giorgio Albani        | Umberto Drei             | Fiorenzo Crippa          |
| 1951                 | Renzo Accordi         | Spirito Godio            | Ampleio Rossi            |
| 1952                 | Ezio Bicocca          | Agostino Coletto         | Pietro Giudici           |
| 1953                 | Andrea Barro          | Pierino Baffi            | Tranquillo Scudellaro    |
| 1954                 | Aldo Moser            | Giuseppe Calvi           | Annibale Brasola         |
| 1955                 | Lino Pizzoferato      | Pierino Baffi            | Giuliano Michelon        |
| 1956                 | Silvano Tessari       | Luciano Mai              | Ezio Pizzoglio           |
| 1957                 | Carlo Zorzoli         | Gabriele Scappini        | Aurelio Cestari          |
| 1958                 | Giacobbe Boggian      | Dino Liviero             | Vittorio Poiano          |
| for professionelle   |                       |                          |                          |
| 1959                 | Michele Gismondi      | Rino Benedetti           | Giuliano Natucci         |
| 1960                 | Pietro Chiodini       | Amico Ippoliti           | Cleto Maule              |
| 1961                 | Giovanni Bettinelli   | Giuseppe Fallarini       | Ercole Baldini           |
| 1962 ikke arrangeret |                       |                          |                          |
| 1963                 | Jaime Alomar          | Vito Taccone             | Graziano Battistini      |
| 1964                 | Italo Zilioli         | Bruno Mealli             | Adriano Passuello        |
| 1965                 | Tommaso De Pra        | Roger Pingeon            | Giuseppe Fezzardi        |
| 1966                 | Felice Gimondi        | Eddy Merckx              | Franco Bitossi           |
| 1967                 | Franco Bitossi        | Bernard Guyot            | Michele Dancelli         |
| 1968                 | Claudio Michelotto    | Martin Van Den Bossche   | Bruno Mealli             |
| 1969                 | Franco Bitossi        | Jean-Pierre Monseré      | Gerben Karstens          |
| 1970                 | Eddy Merckx           | Costantino Conti         | Marino Basso             |
| 1971                 | Franco Bitossi        | Willy De Geest           | Roger Pingeon            |
| 1972                 | Mauro Simonetti       | Claudio Michelotto       | Tomas Pettersson         |
| 1973                 | Arnaldo Caverzasi     | Giacinto Santambrogio    | Franco Bitossi           |
| 1974                 | Felice Gimondi        | Franco Bitossi           | Roger De Vlaeminck       |
| 1975                 | Roger De Vlaeminck    | Freddy Maertens          | Frans Van Looy           |
| 1976                 | Roger De Vlaeminck    | Frans Verbeeck           | Francesco Moser          |
| 1977                 | Francesco Moser       | Gianbattista Baronchelli | Enrico Paolini           |
| 1978                 | Giuseppe Saronni      | Pierino Gavazzi          | Gianbattista Baronchelli |
| 1979                 | Giovanni Battaglin    | Francesco Moser          | Alfredo Chinetti         |
| 1980                 | Cees Priem            | Wladimiro Panizza        | Bruno Wolfer             |
| 1981                 | Francesco Moser       | Gianbattista Baronchelli | Juan Fernández           |
| 1982                 | Giuseppe Saronni      | Francesco Moser          | Pierino Gavazzi          |
| 1983                 | Alfons De Wolf        | Roberto Ceruti           | Claudio Savini           |
| 1984                 | Franco Chioccioli     | Serge Demierre           | Claudio Corti            |
| 1985                 | Acácio da Silva       | Claudio Corti            | Urs Zimmermann           |
| 1986                 | Marino Amadori        | Heinz Imboden            | Claudio Corti            |
| 1987                 | Bruno Leali           | Alberto Elli             | Emanuele Bombini         |
| 1988                 | Gianni Bugno          | Massimo Ghirotto         | Francesco Cesarini       |
| 1989                 | Dmitri Konyschew      | Rolf Sørensen            | Emanuele Bombini         |
| 1990                 | Maurizio Fondriest    | Francesco Cesarini       | Maurizio Vandelli        |
| 1991                 | Davide Cassani        | Charly Mottet            | Roberto Gusmeroli        |
| 1992                 | Stefano Colagè        | Giorgio Furlan           | Massimo Ghirotto         |
| 1993                 | Davide Cassani        | Marco Giovannetti        | Massimo Ghirotto         |
| 1994                 | Oscar Pelliccioli     | Giorgio Furlan           | Massimo Ghirotto         |
| 1995                 | Gianni Bugno          | Stefano Della Santa      | Francesco Casagrande     |
| 1996                 | Filippo Casagrande    | Alberto Elli             | Piotr Ugrumov            |
| 1997                 | Massimo Apollonio     | Biagio Conte             | Giovanni Lombardi        |
| 1998                 | Andrea Tafi           | Mirko Celestino          | Emanuele Lupi            |
| 1999                 | Massimo Donati        | Alberto Elli             | Francesco Casagrande     |
| 2000                 | Jan Ullrich           | Denis Lunghi             | Filippo Simeoni          |
| 2001                 | Francesco Casagrande  | Jan Ullrich              | Gianluca Tonetti         |
| 2002                 | Laurent Jalabert      | Gianni Faresin           | Massimo Giunti           |
| 2003                 | Francesco Casagrande  | Cristian Moreni          | Oscar Mason              |
| 2004                 | Leonardo Bertagnolli  | Dario Frigo              | Gonzalo Bayarri          |
| 2005                 | Paolo Valoti          | Leonardo Giordani        | Stefano Cavallari        |
| 2006                 | Alessandro Bertolini  | Andrea Tonti             | Franco Pellizotti        |
| 2007                 | Alessandro Bertolini  | Christian Pfannberger    | Luca Mazzanti            |
| 2008                 | Linus Gerdemann       | Christian Pfannberger    | Luca Mazzanti            |
| 2009                 | Giovanni Visconti     | Mauro Santambrogio       | Francisco Ventoso        |
| 2010                 | Francesco Gavazzi     | Mauro Santambrogio       | Luca Paolini             |
| 2011                 | Sacha Modolo          | Simone Ponzi             | Oscar Gatto              |
| 2012                 | Emanuele Sella        | Fortunato Baliani        | Danilo Di Luca           |
| 2013                 | Filippo Pozzato       | Simone Ponzi             | Marco Zamparella         |
| 2014                 | Niccolò Bonifazio     | Grega Bole               | Simone Ponzi             |
| 2015                 | Davide Rebellin       | Vincenzo Nibali          | Niccolò Bonifazio        |
| 2016                 | Sonny Colbrelli       | Diego Ulissi             | Francesco Gavazzi        |
| 2017                 | Michael Albasini      | Marco Canola             | Francesco Gavazzi        |
| 2018                 | Gianni Moscon         | Rein Taaramäe            | Enrico Gasparotto        |
| 2019                 | Aljaksandr Rabusjenka | Aleksej Lutsenko         | Nikolaj Tjerkasov        |
| 2021                 | Aleksej Lutsenko      | Matteo Trentin           | Alessandro Covi          |
| 2022                 | Sjoerd Bax            | Alejandro Valverde       | Andrea Piccolo           |
| 2023                 | Davide Formolo        | Marc Hirschi             | Victor Lafay             |
| 2024                 | Marc Hirschi          | Romain Grégoire          | Paul Lapeira             |
| 2025                 |                       |                          |                          |